# アンニカ・サーリッコ
アンニカ・サーリッコ（Annika Virpi Irene Saarikko , 1983年11月10日 - ）は、フィンランドの政治家。フィンランド中央党前党首。フィンランド副首相(第37代)や財務大臣、科学文化大臣、家族・社会保障事業大臣を歴任した。

## 教育とキャリア
フィンランドのオリパー生まれ。2002年にフイティネンのラウッタキラ高校を卒業し、2008年にトゥルク大学で教育学を専攻し、2013年春にメディア学の修士号を取得した。政治に加えて、サーリッコは教会理事会のスポークスパーソンやジャーナリストとしても働いており、ケルトの若い女性ネットワークの会長を務めた。

## 政治家として
- 2011年4月20日、総選挙でエドゥスクンタ（国会）議員に初当選[1]。
- 2017年7月10日、アンティ・リンネ内閣の家族・社会保障事業大臣に任命される[1]。
- 2019年6月6日、アンティ・リンネ内閣の科学文化大臣に任命される[1]。
- 2020年5月9日、フィンランド中央党の党首に選出される[1]。
- 2020年9月10日、サンナ・マリン内閣の副首相に任命される。
- 2021年5月27日、サンナ・マリン内閣の財務大臣に任命される[4]。

## 来日
- 2018年6月、フィンランド家族・社会保障事業大臣として初来日[5]